# Birute (cràter)
Birute és un cràter d'impacte en el planeta Venus de 22,3 km de diàmetre. Porta el nom d'un antropònim lituà, i el seu nom va ser aprovat per la Unió Astronòmica Internacional el 1991.